# Pont de Shibanpo
Le pont de Shibanpo (chinois simplifié : 石板坡长江大桥 ; chinois traditionnel : 石板坡長江大橋 ; pinyin : Shíbǎnpō chángjiāng dàqiáo ; litt. « Pont de Shibanpo sur le Yangtsé ») est un pont routier qui permet depuis 2005 de franchir le fleuve Yangzi Jiang près de Chongqing.
Il est du type pont à poutres en béton précontraint, partie en acier. Avec une portée de 330 m, il est le plus grand pont à poutres, dépassant de 29 mètres le précédent record détenu par le pont de Stomalsundet en Norvège, qui datait de 1998. Ce dernier détient toutefois toujours le record des ponts à poutre-caisson en béton précontraint car la partie centrale de la travée principale du pont de Shibanpo est un caisson métallique. Le record des ponts à poutres en métal est quant à lui détenu par le Pont Rio-Niterói au Brésil avec une poutre en acier de 300 m  de portée.

## Description
Cet ouvrage complète l’ancien pont de Shibanpo réalisé en 1981 et est contigu à ce dernier à 25 m de distance.
Les considérations esthétiques ont prévalu dans le choix du type de pont. Les alternatives étaient un pont en arc, un pont à haubans et un pont suspendu. C’est l'harmonie visuelle avec l’ancien pont qui a conduit à retenir un pont à poutres se prêtant à des formes élancées.
Le pont, d’une longueur de 1 103,5 mètres, comporte sept travées dont une travée centrale de 330 mètres. Il est constitué d’une poutre-caisson en béton précontraint coulé en place par encorbellement, excepté une section de 108 m au milieu de la travée principale qui est un caisson métallique.
Ce caisson métallique central a été introduit pour diminuer le poids de la section et réduire ainsi le moment de flexion et les efforts de cisaillement dans la structure et finalement diminuer d’une part le coût mais aussi les difficultés techniques de réalisation. Il a été fabriqué à Wuchang, une ville à environ 1 000 km en aval de Chongqing sur le fleuve Yangzi Jiang. Le caisson a été segmenté en trois éléments : une pièce principale de 103 m de longueur et 1325 tonnes, fermée aux deux extrémités avec des plaques d'acier, et deux pièces métalliques de 2,5 m de longueur et de 100 tonnes chacune. Le tout a été transporté par barge et tracté par des remorqueurs. Le long de son périple, il a traversé les écluses du barrage des Trois Gorges. Le 27 mai 2006, après son arrivée sur le site, l'élément en acier a été pivoté à 90 degrés au moyen de câbles ancrés sur chacune des rives du fleuve. Ensuite le caisson, d'un poids de 1 400 tonnes, a été levé et positionné à son emplacement définitif avec des treuils relevant de la technologie Dorman Long ,.

Élévation du pont de Shibanpo (2005)

## Acteurs et coût
La société T.Y. Lin International a conçu et réalisé l’ouvrage. Le coût total de l’opération a été de 40 millions de dollars environ.

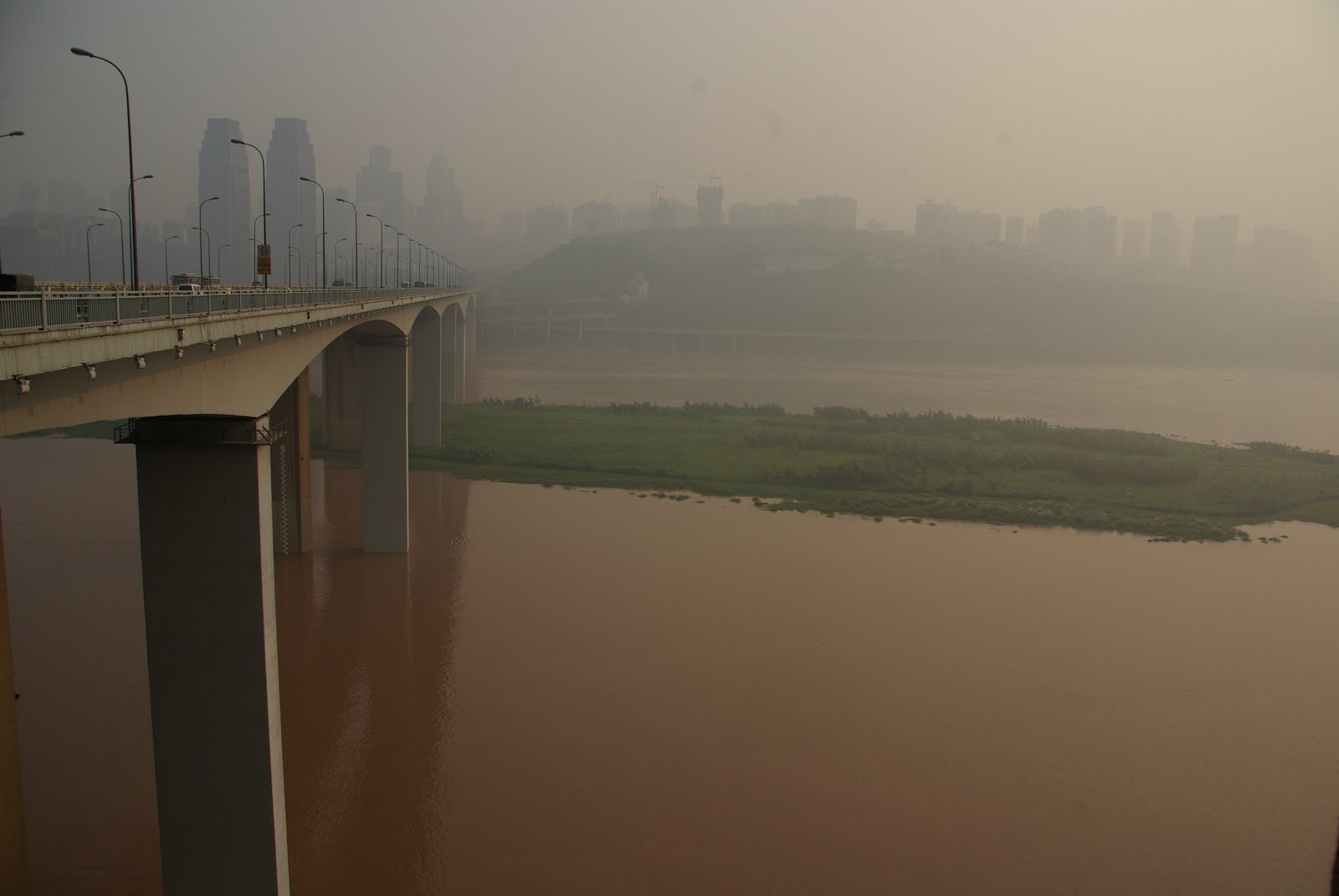
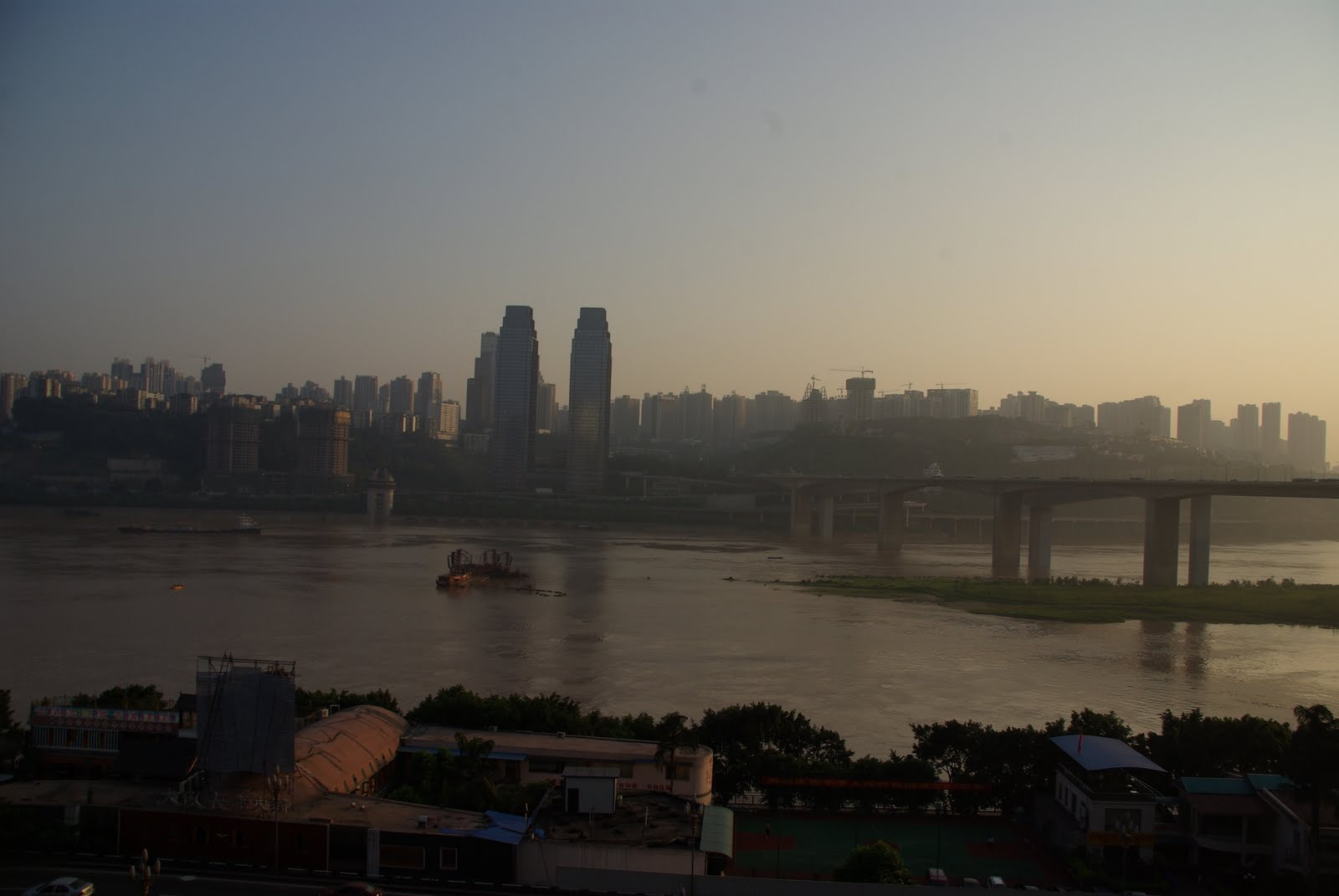
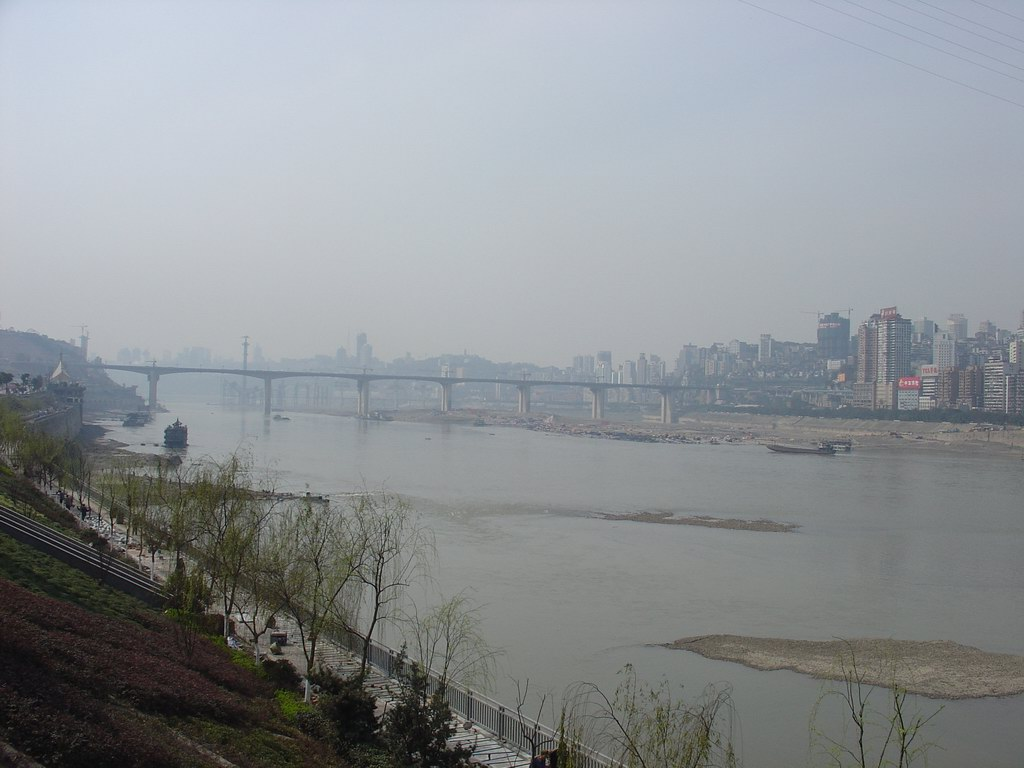